# Burnsova univerzita
Burnsova univerzita (v anglickém originále The Caper Chase) je 19. díl 28. řady (celkem 615.) amerického animovaného seriálu Simpsonovi. Scénář napsal Jeff Westbrook a díl režíroval Lance Kramer. V USA měl premiéru dne 2. dubna 2017 na stanici Fox Broadcasting Company a v Česku byl poprvé vysílán 29. září 2017 na stanici Prima Cool.

## Děj
Díl začíná na softbalovém zápasu týmů z jaderných elektráren Indian Point a Springfield. Poté, co se Homer Simpson zhroutí na hřišti, pan Burns a druhý trenér hovoří o lukrativnosti trhu s jadernou energií. Zatímco Burns jadernou energii považuje za energii zítřka, druhý trenér uvažuje o změně.
Pan Burns se hned vydává na svou alma mater, Yaleovu univerzitu, aby zde obdaroval fakultu jaderné energetiky. Zjistí však, že celý studentský sbor je nyní složen z „rozmazlených rozumbradů“, kteří vyznávají názory, jež pana Burnse děsí. Člen Společenství lebky se zkříženými hnáty Bourbona Verlandera mu vnukne nápad na založení vlastní univerzity.
V elektrárně pan Burns spálí všechny památky na Yaleovu univerzitu a vypráví Homerovi, Lennymu a Carlovi o plánu na svou vlastní univerzitu. Jako profesory si pan Burns vybral zaměstnance elektrárny.
Homer a ostatní začnou pracovat jako profesoři, ale Homerovi se u studentů nedaří a Líza (která byla původně zděšená) mu nabídne sadu DVD s inspirativními učitelskými filmy. Po jejich zhlédnutí se ve výuce zlepší a pan Burns Homera prodá Bourbonovi.
Homer se setkává s Neilem deGrassem Tysonem, Kenem Jenningsem, Suze Ormanovou a Robertem McKee a jsou jim představeny „studentky“, které jsou ve skutečnosti humanoidní a všechny se dostanou na Yale a získají půjčky, které putuje přímo k Bourbonovi.
O šest měsíců později Homer zkazí Bourbonovi integraci robotů na Yaleově univerzitě mikroagresí, která způsobí, že všichni vybuchnou.
V závěrečné scéně pak učitelé začnou učit Lízu, Marge a Barta v domě Simpsonových.

## Přijetí
Dennis Perkins z webu The A.V. Club udělil dílu hodnocení C+ a napsal: „Burnsova univerzita je prostě všude, Burnsův návrat na Yale ho podnítí k otevření výdělečné univerzity v Trumpově stylu, podobně jako u kolegy z jaderné elektrárny Bourbona Verlandera (namluven hostem Jasonem Alexanderem). Zdá se, že zápletka je připravena přerůst v inspirativní příběh o tom, jak se z Homera stane učitel ve stylu Společnosti mrtvých básníků (skrblík Burns ve škole zaměstná pracovníky elektrárny), dokud Verlandera nenapadne odvést Homera do svého supertajného sídla ve stylu Ex Machina, kde má rozjetý plán zahrnující armádu robotických studentek vypadajících jako Ava, které se snaží získat státní půjčky. Přidejte si čas na hrstku hostujících učitelských hvězd (Neil deGrasse Tyson, Suze Ormanová, Ken Jennings a scenáristický guru Robert McKee v roli sebe sama) a velmi uspěchaný závěr, kdy Homer musí zničit všechny robotické studentky na Yale, než se jim podaří vydělat Verlanderovi na té sladké studentské pomoci, a máte zběsilou epizodu, která se nemůže rozhodnout, čím chce být.“
Tony Sokol, kritik Den of Geek, ohodnotil díl 4,5 hvězdičkami z 5 s komentářem: „Miluju pana Burnse, nestydatě a bez zábran. Chápu, co na něm Smithers vidí. Všechnu tu sílu v muži tak křehkém, že se vznáší na doutníkovém kouři, a tak starém, že jeho živá vůle je Damoklův meč visící nad padacími dveřmi (…). Každá jednotlivá hláška, tedy až na „co co co co“, je dnes večer radost. K pochopení Burnse jsme dospěli díky segmentovému pitvoření na úkor všech, kteří neradi platí. Je ztělesněním korporátní korupce a politických machinací.“
Díl Burnsova univerzita dosáhl ratingu 0,9 s podílem 3 a sledovalo jej 2,13 milionu lidí, čímž se umístil na první příčce nejsledovanější pořadů toho večera na stanici Fox.